# Людмилин, Алексей Анатольевич
Алексей Анатольевич Людмилин (19 марта 1942 — 28 мая 2019) — советский и российский музыкант, представитель известной музыкально-театральной династии. Главный дирижёр и художественный руководитель Новосибирского академического оперного театра (1989—2000 гг.), главный дирижёр Башкирского государственного театра оперы и балета с 2001 по 2003 гг, главный дирижёр Дальневосточного и Омского симфонических оркестров (2006—2007 гг.), создатель симфонического оркестра и главный дирижёр Новосибирского академического молодёжного театра «Глобус» (с 2004 г.) Заслуженный деятель искусств России (1994), почётный профессор Международного института театра при ЮНЕСКО (Франкфурт-на-Майне, 1996), профессор Новосибирской государственной консерватории им. М. И. Глинки. Лауреат премии мэрии города Новосибирска «Человек года» в области культуры и искусства (2013 г.)

## Биография
Алексей Анатольевич Людмилин родился в 19 марта 1942 году в Свердловске. Отец — дирижёр Анатолий Людмилин, мать — оперная певица, солистка Свердловского академического театра оперы и балета Маргарита Глазунова. Дед — Алексей Николаевич Людмилин, до революции 1917 года был ректором Киевской консерватории.
Алексей Анатольевич окончил Уральскую консерваторию по классу альта и Санкт-Петербургскую консерваторию, факультет оперно-симфонического дирижирования (класс А. Янсонса). Около двадцати лет работал концертмейстером партии альтов и вторым дирижёром оркестра Мариинского театра, дирижёром-ассистентом Ю. Темирканова и В. Гергиева, дирижировал оперными и балетными спектаклями.
С 1989 по 2000 год — главный дирижёр Новосибирского государственного академического театра оперы и балета, в котором осуществил более 30-ти постановок оперных и балетных спектаклей.
Музыкальный руководитель гастролей театра (1991—1999 гг., Германия, Испания, Португалия, Макао, Голландия и др.). Постановщик оперы «Борис Годунов» (Баденский государственный театр, Карлсруэ, Германия, 1994 г.). Дирижировал в Италии, Болгарии, Египте, США.
В 1996 году Алексей Людмилин, как один из постановщиков балета «Арго» (мировая премьера), удостоен титула Почетного профессора Международного института театра при ЮНЕСКО (Франкфурт-на-Майне).
В 1997 году — осуществлял гастроли в Голландии по приглашению Казанского театра оперы и балета.
С 2000 по 2001 годы — дирижёр-ассистент М. Ростроповича в международном проекте — постановка оперы «Леди Макбет Мценского уезда», которая была показана в Мадриде (Испания), Дижоне (Франция), Мюнхене (Германия), в неаполитанском театре Сан-Карлос (Италия), театре Колон (Аргентина).
В 2001—2003 гг. — главный дирижёр Государственного академического театра оперы и балета Республики Башкортостан (Уфа). Среди работ в БГТОиБ, оперы: «Аида», «Травиата», «Трубадур» Дж. Верди, «Кахым-туря» З.Исмагилова (соавтор Абраменко), «Алеко» С.Рахманинова, «Иоланта» П.Чайковского, оперетта И.Штрауса «Летучая мышь». Балеты: «Жизель» А.Адана, «Голубой Дунай» на музыку И.Штрауса, «Баядерка» Л.Минкуса.
В 2003 году дирижировал симфоническим оркестром Каирской оперы («Лебединое озеро», «Алеко»)
В 2004 году им был создан молодёжный симфонический оркестр в Новосибирском академическом молодёжном театре «Глобус». С 2004 — музыкальный руководитель проектов и дирижёр-постановщик спектаклей «НЭП» Е. Сибиркиной, «Вестсайдская история» Л. Бернстайна, «Том Сойер» В. Семенова, «Алые паруса» М. Дунаевского, «Робин Гуд» Е. Загот.
В 2006—2007 гг. — главный дирижёр Дальневосточного и Омского симфонических оркестров.
В качестве музыкального руководителя, главного дирижёра Новосибирского театра оперы и балета Алексей Людмилин осуществил постановки более сорока спектаклей. Среди них: «Борис Годунов», «Хованщина» М.Мусоргского, «Евгений Онегин», «Иоланта» П.Чайковского, «Аида», «Трубадур», «Травиата» Дж. Верди, «Тоска» Дж. Пуччини, «Волшебная флейта» В. А. Моцарта, «Моцарт и Сальери», «Царская невеста» Н. Римского-Корсакова, «Алеко» С.Рахманинова, «Самсон и Далила» К.Сен-Санса, «Лебединое озеро», «Щелкунчик», «Спящая красавица» П. Чайковского, «Спартак» А.Хачатуряна, «Баядерка» Л. Минкуса, «Жизель» Адана, «Легенда о любви» Меликова и другие. Под управлением маэстро симфонический оркестр театра исполнил Седьмую и Восьмую симфонии Д.Шостаковича, Пятую симфонию, Вариации на тему рококо, симфоническую фантазию «Франческа да Римини», Первый фортепианный и Скрипичный концерты П. Чайковского, поэму «Колокола» С. Рахманинова, Шестую симфонию Бетховена, Увертюры к операм Р.Вагнера, Сороковую симфонию В. Моцарта, Детскую симфонию И. Гайдна, произведения Бортнянского, Вивальди и др.
Широкую известность приобрела зарубежная профессиональная деятельность Алексея Людмилина. Дирижёр работал в театрах Германии, Италии, Египта, Испании, Аргентины, Португалии, Южной Кореи, США. Дирижировал в театрах и филармонических сценах Москвы, Петербурга, Перми, Екатеринбурга, Уфы, Иркутска, Новосибирска, Томска, Владивостока, Омска, Барнаула и др. За рубежом дирижировал в театрах Опера ди Рома (Рим, Италия), Каирская опера (Каир, Египет), Баденский театр Карлсруэ, в театрах Висбадена, Фрайбурга, Мангейма, Хайльбронна, Пфорцхайма (Германия), в театрах Валенсии, Сантандера, Фигераса (Испания), театрах Лиссабона, Порто, Браги, Куимбры (Португалия) а так же Бельгии, Нидерландах. Дирижировал Королевским симфоническим оркестром Севильи в 1997 году.
Умер 28 мая 2019 года. Похоронен на Инском кладбище.

## Награды и звания
- Почётный профессор Международного института театра при ЮНЕСКО (Франкфурт-на-Майне). За постановку балета «Арго» (мировая премьера).
- Профессор Новосибирской государственной консерватории (академии) им. М. И. Глинки, его выпускники руководят симфоническими оркестрами России и зарубежья.
- Лауреат и дипломант Национальной театральной премии «Золотая Маска» в номинации «Лучшая работа дирижёра» (1999, 2004, 2013).[2]
- Лауреат Национального фестиваля и премии «Музыкальное сердце театра» в номинации «Лучший дирижёр» (2009), «Лучший музыкальный руководитель» (2012).
- Обладатель премии мэрии города Новосибирска «Человек года» в области культуры и искусства (2013).